# Darío Franco
Darío Javier Franco Gatti (Cruz Alta, 17 gennaio 1969) è un allenatore di calcio ed ex calciatore argentino, di ruolo difensore.

## Carriera

### Club
Difensore dalla buona propensione al gol, debutta nel Newell's Old Boys nel 1987, giocando 100 presenze in Primera División Argentina segnando quattro volte. Nel 1991 si trasferisce nella Primera División spagnola, al Real Saragozza, dove gioca per quattro anni giocando 91 partite e segnando 7 gol. Nel 1995 si trasferisce in Primera División, all'Atlas, dove gioca 78 partite, segnando 11 reti. Nel 1998 passa al Morelia, dove gioca fino al 2004, anno del suo ritiro, giocando più di 200 partite di campionato, segnando 18 reti.

### Nazionale
Con la nazionale di calcio argentina ha giocato 22 partite, segnando sei reti e vincendo due Copa América consecutive, Cile 1991 e Ecuador 1993.

### Allenatore
Dopo il suo ritiro ha allenato club messicani come il Morelia e il Tecos de la UAG. Nel 2008 - 2009 ha allenato l'Atlas.

## Palmarès

### Club

#### Competizioni nazionali
- Campionato argentino: 2

Newell's Old Boys: 1987-1988, 1990-1991
- Coppa di Spagna: 1

Real Saragozza: 1993-1994
- Campionato messicano: 1

Morelia: Invierno 2000

#### Competizioni internazionali
- Coppa delle Coppe: 1

Real Saragozza:1994-1995

### Nazionale
- Coppa America: 2

Cile 1991, Ecuador 1993
- Coppa Artemio Franchi: 1

Argentina 1993